# Mike Mainieri
Mike Mainieri (ur. 4 lipca 1938 w Nowym Jorku) – amerykański wibrafonista i producent muzyczny.
W przemyśle muzycznym obecny jest od połowy lat 50. XX wieku. Współpracował z takimi muzykami jak Paul Whiteman, Buddy Rich, Benny Goodman, Coleman Hawkins czy Wes Montgomery. W 1979 r. był założycielem grupy Steps Ahead, wykonującej muzykę z pogranicza jazz-rocka, jazzu, R&B i rocka. Z zespołem tym nagrał 11 płyt (do 2005 r.), będąc jego liderem. Na swoim koncie posiada kilkanaście solowych płyt, z których najwyżej przez krytyków oceniona została An American Diary, wydana w 1994 roku.
Był producentem trzech albumów Carly Simon.

## Dyskografia
- 1962 – Blues on the Other Side
- 1967 – Insight
- 1968 – Journey Through an Electric Tube
- 1969 – White Elephant
- 1977 – Love Play
- 1978 – Free Smiles
- 1981 – Wanderlust
- 1994 – An American Diary
- 1996 – White Elephant, Vol. 2
- 1996 – Live at Seventh Avenue South
- 1999 – An American Diary, Vol. 2: The Dreamings
- 1999 – Man Behind Bars
- 2006 – Northern Lights